# Kambodjanska folkpartiet
Kambodjanska folkpartiet (KFP), officiellt Kampucheanska folkpartiet, var det statsbärande partiet i Kambodja under Heng Samrins regeringstid 1979–1990, då det i praktiken var det enda tillåtna. Partiet har sedan demokratiseringen 1993 reviderat stora delar av sin revolutionära marxist-leninistiska ideologi. Idag företräder KFP en reformistisk, demokratisk socialism. Under de allmänna valen 2003 utökade partiet sitt stöd i parlamentet och uppnådde 2008 cirka 58 % av rösterna i parlamentet, med 81,5 % valdeltagande. Från KFP företräds partiet på premiärministerposten av Hun Sen. Partiet har med undantag av perioden 1993–1998 suttit vid makten sedan röda khmererna och Pol Pots störtades efter den Vietnamesiska invasionen 1979.